# 沃羅涅日河
沃羅涅日河 （Воро́неж）是頓河的一條左支，流經俄羅斯坦波夫、利佩茨克和沃羅涅日州。長342公里，流域面積21,600公里。每年十二月初至三月底封凍。下游可通航。流經主要城市有利佩茨克和沃羅涅日。